# 三乙基胆碱
三乙基胆碱（英語：Triethylcholine）是一种类胆碱药物，其通过干扰神经末梢中乙酰胆碱的合成，导致胆碱能传递失败。

## 效果
三乙基胆碱可产生缓慢发展的神经肌无力，该症状与重症肌无力相似，且运动会加剧这种症状。三乙基胆碱同时还有神经节阻断效果，可引起短暂的如低血压等自主神经症状。以高收缩率刺激的肌肉比以低收缩率刺激的肌肉受到的影响要大得多。肌肉无力通常持续80-120分钟；休息可部分缓解。高剂量的三乙基胆碱可能导致呼吸衰竭死亡，特别是在运动后使用。
三乙基胆碱似乎可干扰突触的乙酰胆碱的合成，因为其作用可被胆碱逆转但不能被乙酰胆碱酯酶抑制剂逆转。但其作用机制尚不清楚。动物实验表明其急性毒性相对较低，对兔子静脉注射10-25 mg/kg的碘化三乙基胆碱（C8H20NO+I-）可引起轻度和中度运动不耐受，而注射100 mg/kg会导致兔子在持续运动后死亡，然而在致死量下也不会导致完全瘫痪。